# MAFK
MAFK (англ. MAF bZIP transcription factor K) – білок, який кодується однойменним геном, розташованим у людей на короткому плечі 7-ї хромосоми. Довжина поліпептидного ланцюга білка становить 156 амінокислот, а молекулярна маса — 17 523.
| 10         |  | 20         |  | 30         |  | 40         |  | 50         |
| ---------- |  | ---------- |  | ---------- |  | ---------- |  | ---------- |
| MTTNPKPNKA |  | LKVKKEAGEN |  | APVLSDDELV |  | SMSVRELNQH |  | LRGLTKEEVT |
| RLKQRRRTLK |  | NRGYAASCRI |  | KRVTQKEELE |  | RQRVELQQEV |  | EKLARENSSM |
| RLELDALRSK |  | YEALQTFART |  | VARGPVAPSK |  | VATTSVITIV |  | KSTELSSTSV |
| PFSAAS     |  |            |  |            |  |            |  |            |

A: Аланін

C: Цистеїн

D: Аспарагінова кислота

E: Глутамінова кислота

F: Фенілаланін

G: Гліцин

H: Гістидин

I: Ізолейцин

K: Лізин

L: Лейцин

M: Метіонін

N: Аспарагін

P: Пролін

Q: Глутамін

R: Аргінін

S: Серин

T: Треонін

V: Валін

Кодований геном білок за функціями належить до репресорів, фосфопротеїнів. 
Задіяний у таких біологічних процесах, як транскрипція, регуляція транскрипції. 
Білок має сайт для зв'язування з ДНК. 
Локалізований у ядрі.